# Cyathura guaroensis
Cyathura guaroensis är en kräftdjursart som beskrevs av Brusca och John B. Iverson 1985. Cyathura guaroensis ingår i släktet Cyathura och familjen Anthuridae. Inga underarter finns listade i Catalogue of Life.